# Вайсблат, Нухим Янкелевич
Ну́хим Я́нкелевич (Наум Яковлевич) Вайсбла́т (ווייסבלאט, נחום ивр., 1864, с. Народичи, Волынская губерния, теперь Житомирская область — 16 апреля 1925, Киев) — богослов, автор сочинений, главный духовный раввин Киева в 1898—1925 годах. Председатель Раввинского суда в Киеве в 1902—1925 годах.
Потомок Баал-Шем Това. Правнук наставника и сподвижника Баал-Шем Това — выдающегося каббалиста р. Яакова-Копла Лифшица из Межеричей (ум.1740) и внук раввина Й. Каhана.

## Биография
Родился в с. Народичи (Волынская губерния, теперь Житомирская область). Ещё в молодости он прославился как «hа-Гадоль ми-Малин» («великий мудрец из Малина») — города, где он жил, основал йешиву и преподавал Тору. Он писал и публиковал книги, отвечал на галахические вопросы, поступавшие к нему из самых дальних мест.
С 1898 года — духовный раввин Купеческой синагоги (сегодня — ул. Шота Руставели 19). Несмотря на свою ортодоксальность, был человеком многогранным, и его квартира на ул. Жилянской, 7 (дом сохранился) пользовалась популярностью у не только у раввинов, но у еврейских деятелей культуры. Дружил с Шолом-Алейхемом.
По мере сил помогал жертвам погрома 1905 года. Также в 1911 году был в числе подписантов известного заявления всех раввинов Российской империи в поддержку арестованного Бейлиса.
При советской власти, в 1920-м возглавил Киевский комитет по оказанию помощи голодающим и пострадавшим от погромов (Джойнт в Киеве и Киевской губернии).
Среди его сочинений — комментарии к галахическому кодексу «Шулхан Арух» — «Махацит hа-шекель» («Половина шекеля») по «Йорэ-Дэа» о законах повседневной жизни, «Мат’амим у-ма’аданим» («Яства и деликатесы») — комментарий на раздел «Эвэн-haЭзэр» о семейном праве; пояснения к 613 заповедям «Пардэс hа-римоним» («Гранатовый сад»); эссе об этических и религиозных вопросах «Алей hа-гэфэн» («Листья виноградной лозы»); руководство по законам миквы «Маим теhорим» («Чистые воды») и мн. др. Однако, особо он прославился составленным им Вечным календарем (даже крупнейшие математики и инженеры были поражены его познаниями в математических науках).
Эти сочинения снискали ему раввинское одобрение со стороны ведущих знатоков Торы того поколения, в том числе раввина Исаака Эльханана Спектора из Ковно.
Труды Н. Вайсблата до сих пор изучаются в иешивах и переиздаются новыми изданиями. Его книги имеются в главной библиотеке Хабада в Нью-Йорке и в библиотеке т. н. коллекции Шнеерсона в РГБ в Москве.
Умер от рака желудка 16 апреля (22 нисана — в последний день Песаха) 1925 г. в Киеве, был похоронен на Лукьяновском еврейском кладбище в отдельном склепе возле входа, у похоронной конторы. В 1963 г., в связи с ликвидацией Лукьяновского еврейского кладбища, родственники перенесли могилу на городское кладбище Берковцы. Долгое время могила была забыта, и лишь в 2017 г., правнук раввина Артур Рудзицкий разыскал место погребения и, при непосредственном участии Главного раввина Киева и Украины Моше Асмана, был возведен над ним оhель (участок 13).
Отец литератора, переводчика, издателя профессора Владимира Вайсблата, живописца, графика и скульптора Иосифа Вайсблата, учёного-медика в области стоматологии и челюстно-лицевой хирургии, доктора медицинских наук, профессора Соломона Вайсблата, дед физика А. В. Вайсблата и врача-иммунолога, доктора медицинских наук, профессора Л. С. Когосовой, прадед искусствоведа и издателя Артура Рудзицкого. Его дочь Лия Наумовна Дробязко (1904—1997) — была замужем за переводчиком Евгением Дробязко.
Младший брат Н. Вайсблата — Мордух-Бер Янкелевич Вайсблат (1875—1930), раввин с. Веледники, затем — раввин Житомира (1922—1930), был 1 июля 1922 г. осуждён Волынским губревтрибуналом на 5 лет «за спасение церковных ценностей» (ГАЖО, Ф.Р-1820, д.2281). В 1926 году М.-Б.Вайсблат участвовал в Раввинском съезде в Коростене.